# Sa kê
Cây Sake có phiên âm đúng tiếng Việt là xa kê, gốc tiếng Thái สาเก (danh pháp hai phần: Artocarpus altilis) là một loài cây gỗ có hoa trong họ Dâu tằm (Moraceae), bản địa của bán đảo Mã Lai và các đảo miền tây Thái Bình Dương, nhưng hiện nay đã được trồng rộng khắp trong khu vực nhiệt đới, trong đó có Nam Bộ. Quả sa kê còn được gọi là quả bánh mì do bề mặt của quả khi được nấu chín giống bánh mì nướng, mặc dù có mùi và vị như khoai tây.

## Miêu tả

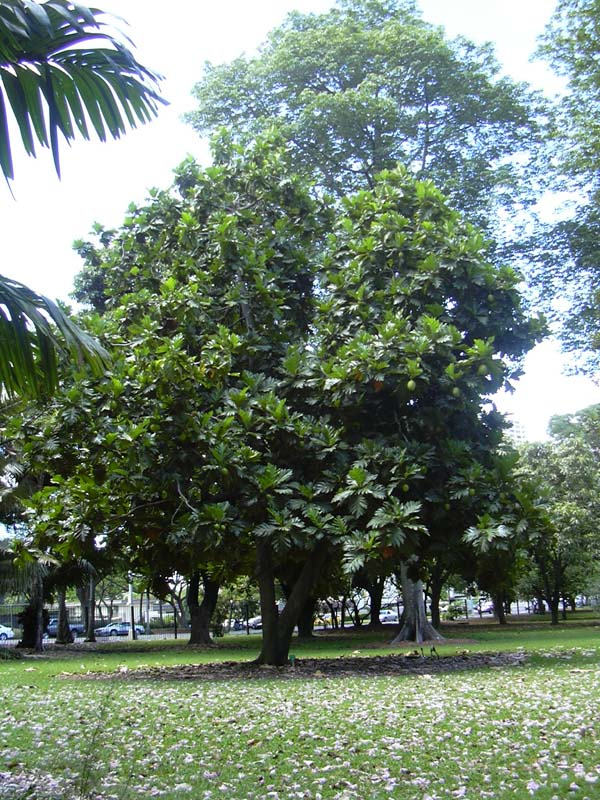
Cây bánh mì trồng tại Honolulu, Hawaii

Sa kê là cây gỗ có thể cao tới 20 m (66 ft). Các lá to và dày bản xẻ thùy sâu hình lông chim. Tất cả các phần của cây đều có chứa nhựa mủ, một loại nhựa cây có màu trắng sữa, được người ta dùng vào việc xảm thuyền.
Sa kê là loài cây đơn tính cùng gốc, với các hoa đực và hoa cái mọc trên cùng một cây. Các hoa đực ra đầu tiên và sau đó một khoảng thời gian ngắn là các hoa cái, mọc thành cụm hoa dạng đầu, chỉ có khả năng được thụ phấn sau đó 3 ngày. Động vật thụ phấn cho nó là các loài dơi ăn quả thuộc Cựu thế giới trong họ Pteropodidae). Quả giả, phức hợp phát triển lên từ bao hoa phình ra và bắt nguồn từ 1.500-2.000 hoa. Chúng được nhìn thấy trên lớp vỏ quả như là các đĩa giống hình lục giác.
Sa kê là một trong những loài cây lương thực có sản lượng cao, với một cây có thể ra tới trên 200 quả mỗi mùa. Tại miền nam Thái Bình Dương, cây sinh ra 50-150 quả mỗi năm. Tại miền nam Ấn Độ, sản lượng thông thường là 150-200 quả mỗi năm. SẢn lượng dao động trong các khu vực khô và ẩm. Tại Tây Ấn, ước tính dè dặt nhất là 25 quả một cây mỗi năm. Các nghiên cứu tại Barbados chỉ ra năng suất tiềm năng 16-32 tấn/ha (6,7-13,4 tấn/mẫu Anh). Quả hình trứng, kích cỡ to bằng quả bưởi chùm có bề mặt thô ráp và mỗi quả trên thực chất là tổ hợp của nhiều quả bế, mỗi quả bế được bao quanh bằng bao hoa dày cùi thịt và phát triển trên đế hoa dày cùi thịt. Một vài giống cây trồng đã qua chọn lọc có quả không hạt.
Sa kê có họ hàng xa với mít (cả hai cùng thuộc họ Moraceae). Nó được gọi là "Kada Chakka" trong tiếng Malayalam và "Jeegujje"/"Geegujje"/"Jigujje" trong tiếng Tulu.

## Sử dụng
Sa kê là cây lương thực ổn định tại nhiều khu vực nhiệt đới. Nó được phổ biến ra xa khỏi quê hương bản địa của mình nhờ các thủy thủ Polynesia, những người đã chuyên chở các gốc ghép, cành giâm đi xa trên đại dương. Sa kê chứa nhiều tinh bột, và trước khi ăn nó có thể được quay, nướng, chiên, luộc. Khi được chế biến, nó có mùi vị giống như khoai tây hay tương tự như bánh mì mới nướng, vì thế mà có tên gọi cây bánh mì.

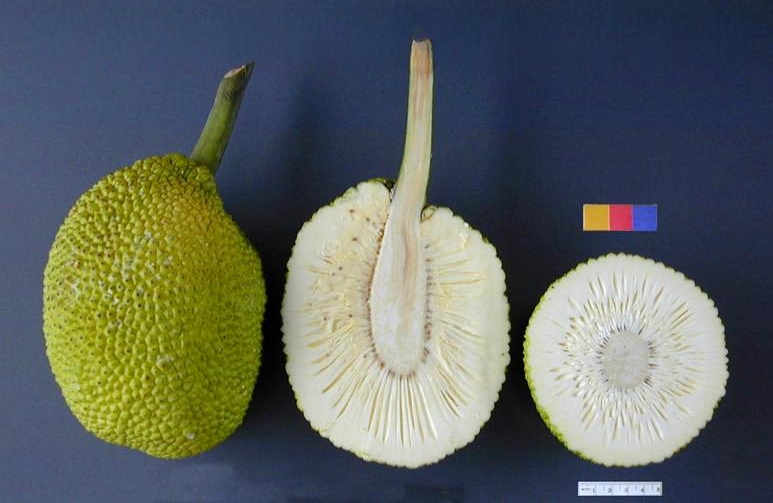
Quả Sa kê - nguyên vẹn, bổ dọc và bổ ngang

Do Sa kê thường sinh ra một sản lượng lớn trong một khoảng thời gian nhất định trong năm nên việc bảo quản là một vấn đề. Một kỹ thuật bảo quản truyền thống là chôn các quả đã bóc vỏ và rửa sạch trong hố lót bằng lá để lên men trong vài tuần tạo ra một loại bột nhão dính và chua. Được lưu trữ trong tự nhiên bằng phương pháp trên nên sản phẩm có thể giữ trong một khoảng thời gian dài, và một vài trong số đó được thông báo là sinh ra sản phẩm ăn được sau trên 20 năm. Các tên gọi cho sản phẩm quả Sa kê được lên men như vậy bao gồm mahr, ma, masi, furo, bwiru v.v.

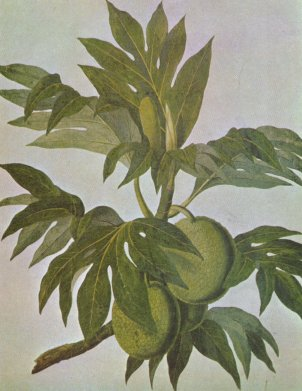
Hình vẽ cây/quả Sa kê của Sydney Parkinson

Quả Sa kê có thể ăn sau khi nấu chín hoặc có thể chế biến tiếp thành các loại thức ăn khác. Một sản phẩm thông thường là hỗn hợp của khối nghiền nhừ thịt quả Sa kê nấu chín hay lên men trộn với sữa dừa và nướng trong lá chuối. Quả còn nguyên có thể nướng, sau đó lấy lõi ra và nhồi bằng các thức ăn khác như sữa dừa, đường, bơ, thịt nấu chín hay các loại quả khác. Quả nhồi này có thể nấu tiếp để cho hương vị của các chất nhồi thấm vào cùi thịt của quả.
Một món ăn của người Hawaii gọi là poi làm từ củ khoai sọ nghiền nhừ có thể dễ dàng thay thế hay tăng thêm bằng Sa kê nghiền nhừ. Món ăn này gọi là poi ʻulu. Tại Puerto Rico nó được gọi là "pana".
Quả Sa kê chứa khoảng 25% cacbohydrat và 70% nước. Nó chứa trung bình khoảng 20 mg/100g là vitamin C và một lượng nhỏ khoáng chất (kali và kẽm) cùng thiamin (100 μg).
Sa kê được sử dụng rộng rãi và đa dạng đối với những người dân trên các đảo trong Thái Bình Dương. Gỗ của nó có khả năng chống mối và các loài hà (họ Teredinidae) nên hay được sử dụng để làm các loại canoe. Lõi gỗ của nó cũng được dùng làm giấy, gọi là breadfruit tapa. Nó cũng được sử dụng trong y học dân gian trên các đảo để chữa bệnh, từ đau mắt tới đau thần kinh hông.

### Trong Y học
Lá Sa kê có tác dụng kháng viêm, kháng sinh, lợi tiểu, trị tiêu chảy, tiểu đường, cao huyết áp, sỏi thận, bệnh gút và viêm gan vàng da. Thí nghiệm trên chuột tại Ấn Độ cho thấy cao khô (chiết bằng cồn 50 độ) của vỏ, lá Sa kê có tác dụng lợi tiểu ở liều 20 mg cao/kg khối lượng cơ thể, nhưng sẽ trở thành chất độc ở liều 80 mg/kg cơ thể. Liều lượng mỗi ngày dùng một lá dạng sắc uống, nhưng do lá có độc nên sau khi uống một tuần thì phải nghỉ một tuần, không được dùng liên tục như uống trà. Có thể dùng lá tươi hoặc là già, lá phơi khô đều được.

## Trong lịch sử
Sa kê được thu thập và phân phối bởi đại úy hải quân William Bligh (1754-1817) như là một trong các mẫu thực vật được thu thập bởi tàu HMS Bounty vào cuối thế kỷ 18, phục vụ cho nhu cầu tìm kiếm nguồn thức ăn giàu năng lượng và rẻ tiền cho các nô lệ của đế quốc Anh trong khu vực Caribe.

## Trong văn hóa

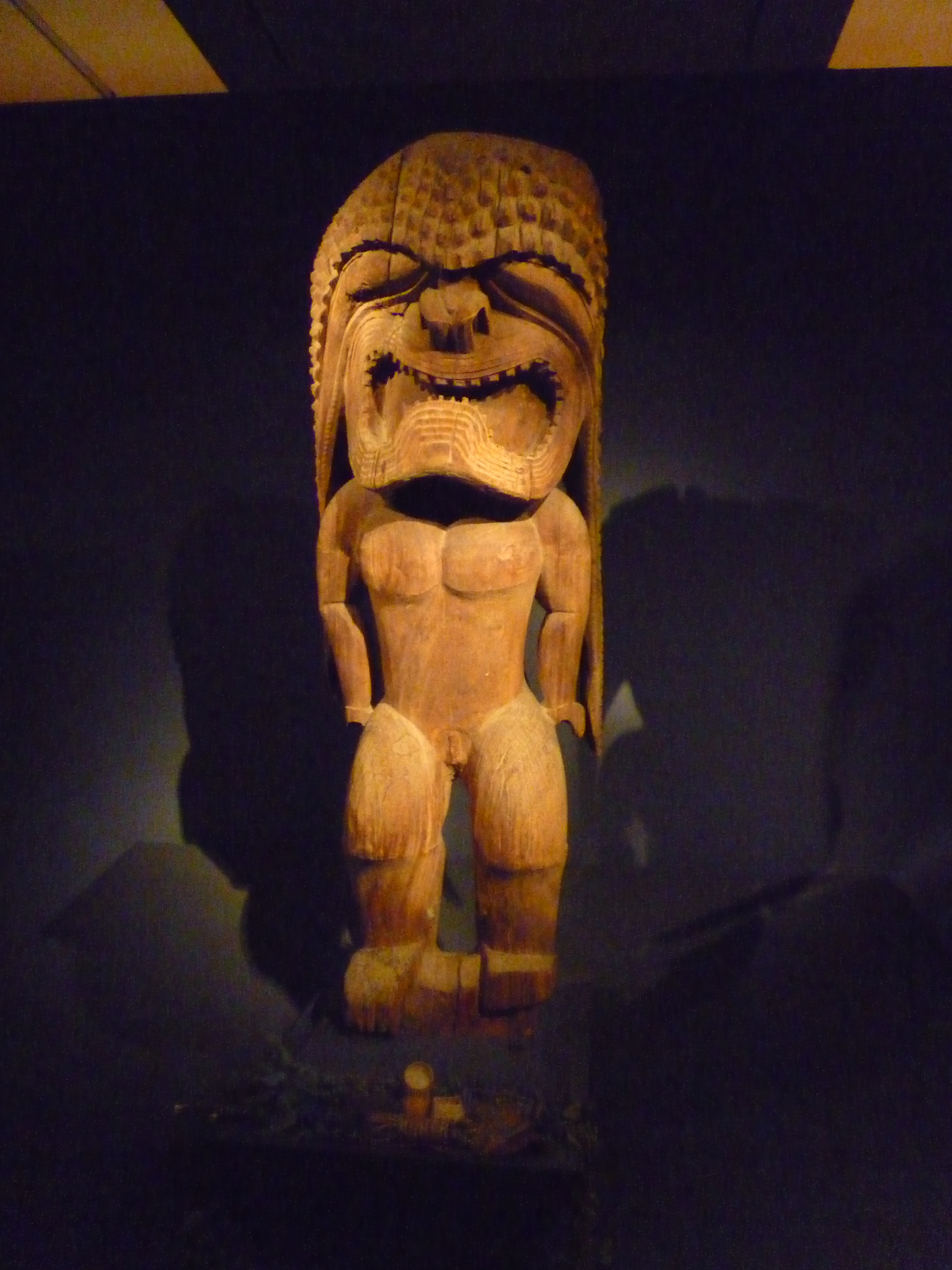
Tượng Kū ở bảo tàng PEM

Theo thần thoại Hawaii, Sa kê có nguồn gốc từ sự hy sinh của thần chiến tranh Kū. Sau khi quyết định sống ẩn mình với những người dân thường như là một nông dân, Kū cưới vợ và có con. Gia đình ông sống hạnh phúc cho tới khi nạn đói kém xuất hiện trên đảo của họ. Khi không thể nhìn mãi cảnh các con mình phải chịu đau khổ, Kū nói với vợ của mình rằng ông có thể giải thoát các con khỏi cảnh đói nghèo, nhưng để làm được điều này thì ông phải rời xa họ. Vợ ông đành phải miễn cưỡng đồng ý và sau khi bà đồng ý thì Kū bị chìm vào trong lòng đất nơi ông đang đứng cho tới khi chỉ còn nhìn thấy chỏm đầu của ông. Gia đình ông chờ đợi xung quanh nơi ông đã đứng này cả ngày lẫn đêm, họ khóc và làm ướt đẫm nơi này cho tới khi bỗng nhiên một chồi cây nhỏ xuất hiện tại chính nơi Kū đã đứng. Rất nhanh chóng, chồi cây nhỏ này lớn thành một cây cao, nhiều lá và quả. Gia đình Kū cùng hàng xóm ăn một cách ngon lành, giúp họ thoát khỏi cảnh chết đói.
Mặc dù Sa kê phân bổ rộng khắp trong suốt Thái Bình Dương, nhưng nhiều loại giống cây trồng và cây lai ghép lại không hạt hay không có khả năng phát tán xa một cách tự nhiên. Vì thế, sự phân bổ của nó trong khu vực này rõ ràng là do con người, đặc biệt là các nhóm tiền sử, những người đã định cư trên các đảo trong Thái Bình Dương. Để điều tra mô hình di cư của con người trong Thái Bình Dương, các nhà khoa học đã sử dụng phương pháp xác định niên đại phân tử của các loại giống cây trồng hay lai ghép của Sa kê có tính toán phối hợp với các dữ liệu nhân loại học. Các kết quả hỗ trợ giả thuyết di cư tây-sang-đông, trong đó người Lapita được cho là đã di chuyển từ Melanesia tới các đảo của Polynesia.